# Марцано, Стефано
Стефано Марцано (итал. Stephano Marzano, род. в 1950 году) — итальянский дизайнер.

## Биография
Стефано Марцано окончил Миланский технический университет с докторской степенью по архитектуре. Свою деятельность в Philips начал в 1973 году в Италии с работы над проектами в отделе крупной бытовой техники; с 1978 года работал в качестве главы направления дизайна систем данных и телекоммуникационной продукции Philips в Нидерландах; в 1982 вернулся в Италию, чтобы возглавить дизайн-центр Philips-Ire (крупная бытовая техника).
С января 2012 года по конец 2013-го занимал должность главного дизайнера в Electrolux.
С 1991 по 2011 годы был главным дизайнером и CEO Philips Design, подразделения отвечающего за все дизайнерские разработки Philips.
В 1989—1991 годах Стефано был вице-президентом по корпоративному промышленному дизайну Whirlpool International (совместное предприятие Whirlpool и Philips). Нынешнюю должность в Philips Design Стефано Марцано занимает с 1991 года.
В 1998 году Design Zentrum (Германия) признал компанию Philips Design лучшим дизайнерским коллективом года. В 2001 году Стефано Марцано получил премию «World Technology» в области дизайна от World Technology Network. В 2005 году еженедельник Business Week признал Стефано и Philips Design одним из 38 «Лучших лидеров». Продукцию, разработанную под руководством Стефано Марцано можно встретить в музеях по всему миру.
Помимо работы в Philips Стефано Марцано уделяет большое внимание образованию в области дизайна. До 1998 года он был профессором в Академии Домус (Милан, Италия) и членом Совета академии по стратегии. В 1999—2001 годах являлся приглашенным профессором факультета дизайна Политехнического Института в Милане. Стефано принял также активное участие в создании факультета промышленного дизайна в Техническом университете Эйндховена (Нидерланды), наблюдательный совет которого он сейчас возглавляет. Входит также в Консультативный совет Института дизайн-менеджмента в Бостоне (США) и Консультативный совет по дизайн-менеджменту Университета Вестминстера (Великобритания). Регулярно выступает в составе жюри на международных конкурсах дизайна.
Стефано Марцано — автор и редактор ряда книг, описывающих работу Philips Design и философию, на которой она основана, а также множества публикаций по вопросам дизайна. Он чрезвычайно востребован в качестве спикера по вопросам настоящего и будущего дизайна и дизайн-менеджмента на международных конференциях, посвященных дизайну, бизнесу и технологиям.